# Demolition Racer
Demolition Racer – brytyjska wyścigowa gra komputerowa wyprodukowana przez Pitbull Syndicate oraz wydana przez Infogrames 31 sierpnia 1999 roku na konsolę PlayStation, 12 września 2000 roku na PC, oraz 25 października 2000 roku na konsolę Dreamcast (ale tylko w Stanach Zjednoczonych).

## Rozgrywka
Gracz ma za zdanie zniszczyć przeciwników, robiąc to w dowolny sposób. W grze dostępnych jest pięć trybów gry. W pierwszym z nich Demolition, gracz bierze udział w wyścigu i niszczy przy tym przeciwników, by wygrać musi mieć najwięcej punktów i kolizji. W trybie The Chase gracz bierze udział w wyścigu bez celu zniszczenia. W trybie Chicken gracz porusza się w przeciwnym kierunku w stosunku do przeciwników. W Last Man Standing gracz ma zniszczyć rywali w efektowny sposób i przetrwać jak najdłużej. W trybie Suicide gracz musi jak najszybciej zniszczyć swój samochód. Gracz może wziąć udział również w zawodach ligowych, w których to wyścigi musi ukończyć na określonej pozycji.
Samochody składają się z małej ilości wielokątów. Gra posiada model zniszczeń.
Ścieżka dźwiękowa zawiera utwory m.in. zespołu Fear Factory.